# Piriustana
Piriustana war eine parthische Königin des ersten Jahrhunderts v. Chr. Sie ist in den sogenannten astronomischen Tagebüchern bezeugt und wird dort in die Jahre 69/8 bis 68/7 v. Chr. datiert. Bei den astronomischen Tagebüchern handelt es sich um babylonische Annalen in Keilschrift. Der Name des königlichen Gemahls wird im Text nicht genannt. In der Forschung wird meist Phraates III. als ihr Gemahl vermutet, doch ist das genaue Datum, wann er den Thron bestieg, umstritten, sodass auch Sinatrukes I. als möglicher Gemahl diskutiert wurde.